# Ӌ (слово ћирилице)
Ӌ ӌ (искошено: Ӌ ӌ) је слово ћириличног писма. Његов облик је изведен од ћириличног слова Ч.
Користи се у азбуци хакаског језика, као што му име сугерише, и представља звучни посталвеоларни африкат . Слово „Ӌ“ у другим ћириличним алфабетима одговара диграфима ⟨дж⟩ или ⟨чж⟩, или словима „Ҷ“, „Ҹ“, „Џ“, „Ӂ“, „Ӝ“, или „Җ“.
Такође се користи у сојотском језику.

## Рачунарски кодови
| Знак                      | Ӌ                                      | Ӌ                                      | ӌ                                    | ӌ                                    |
| ------------------------- | -------------------------------------- | -------------------------------------- | ------------------------------------ | ------------------------------------ |
| Назив у Уникоду           | CYRILLIC CAPITAL LETTER KHAKASSIAN CHE | CYRILLIC CAPITAL LETTER KHAKASSIAN CHE | CYRILLIC SMALL LETTER KHAKASSIAN CHE | CYRILLIC SMALL LETTER KHAKASSIAN CHE |
| Врста кодирања            | децимална                              | хексадецимална                         | децимална                            | хексадецимална                       |
| Уникод                    | 1227                                   | U+04CB                                 | 1228                                 | U+04CC                               |
| UTF-8                     | 211 139                                | D3 8B                                  | 211 140                              | D3 8C                                |
| Нумеричка референца знака | &#1227;                                | &#x4CB;                                | &#1228;                              | &#x4CC;                              |